# Ludwig Obersteiner
Ludwig Obersteiner (Graz, 23 luglio 1899 – Graz, 12 luglio 1946) è stato un alpinista e avvocato austriaco,   acquisì le sue capacità durante numerose escursioni in montagna nelle Alpi orientali e occidentali, nei paesi europei e nel Caucaso.

## Biografia
Figlio di un contabile comunale, nel 1921 si laureò in giurisprudenza. Lavorò come segretario nel mondo degli affari a Graz. Già alpinista in giovane età, acquisì le sue capacità durante numerose escursioni in montagna nelle Alpi orientali e occidentali e in altri paesi europei. Fu membro del comitato direttivo dell'Associazione alpina, capo del Soccorso alpino della Stiria, membro del Club Alpino Austriaco (ÖAK),  presidente della sezione dell'Associazione Alpina Accademica di Monaco di Baviera di Graz, membro del Club Alpino Tedesco Austriaco (DÖAV) per 25 anni e della sezione d'alta montagna Reichensteiner.  Nelle difficoltà del periodo successivo alla prima guerra mondiale, Obersteiner trovò il coraggio di intraprendere viaggi alpinistici all'estero, che lo portarono fino nel Caucaso. Durante la sua giovinezza Obersteiner esplorò nuovi territori nella roccia e nel ghiaccio. Molti sentieri dell'Hochschwab portano il suo nome come nel Windlegergrat inferiore e le montagne del Kaunergrat. Scrisse guide alpinistiche esemplari riguardanti le regioni del Hochschwab e delle Alpi Venoste. Esplorò i Pirenei, la Corsica, il ghiacciaio del Gran Sasso, i Monti Neri del Montenegro, il monte Olimpo della Tessaglia,  nelle Alpi, nella Stiria orientale e le pareti della Meije nel massiccio des Écrins, nelle Alpi del Delfinato.
Nel 1920 scalò per la prima volta, insieme a Rudolf Czegka, la cima inferiore del Windlegergrat sul Torstein nel gruppo del Dachstein. Ulteriori nuovi viaggi furono effettuati dal gruppo del Durmitor in Montenegro, in Albania, nel gruppo Schau Tau nella catena del Caucaso.
Si distinse in modo particolare per il restauro e l'ampliamento del rifugio Kaunergrat nelle Alpi Venoste. In qualità di presidente guidò anche la "Turner-Bergsteiger Graz", un'azienda rigorosamente alpina d'alta quota.

## Carriera alpinistica
- Ampferkoge salita dal versante est  (26 luglio 1921)
- Beilstein salita da ovest (16 maggio 1921)
- Bliggspitze salita dalla cresta sud (13.08.1920)
- Brehkopf (Hoher Radlstein)  salita dal fianco sud (1926)
- Brieglersberg salita dalla parete sud-est (1920)
- Dristkogel Grosser (Tristkogel) salita da sud-ovest (02.09.1921)
- Eiskastenkopf Mittlerer salita dalla parete est (06.09.1921)
- Eiskastenkopf Mittlerer salita dalla cresta sud-orientale (06.09.1921)
- Eiskastenkopf anteriore salita dalla cresta sud (08.09.1921)
- Eiskastenkopfr anteriore salita dal fianco occidentale (08.09.1921)
- Eiskastenspitze salita dal muro nord-est (14.08.1920)
- Gsallkopf (Grießkogel) salita dalla parete sud e cresta sud-ovest (1921)
- Hochrinneck salita dalla parete nord (23 luglio 1923)
- Hoher Kogel salita da nord-ovest (16 aprile 1922)
- Hundstalkogel meridionale salita da sud est  (31 luglio 1922)
- Hundstalkogel meridionale salita attraversando l'Hinterer Sturpen (Jochkogel) - Hundstalkogel (31.07.1924)
- Madatschspitze Medio (Alpi dell'Ötztal) salita da nord (10.08.1920)
- Meßnerin salita dalla cresta ovest-nordovest (22 maggio 1921)
- Muttler salita da ovest  (23 luglio 1923)
- Ölgrubenspitze Vordere (cima sud) salita dalla cresta sud-ovest (07.08.1921)
- Parstleswand (Portleswand)  salita dalla cresta occidentale (1925)
- Puitkogel salita da nord est (27 luglio 1921)
- Remspitze salita dalla cresta est (12.08.1923)
- Schwabenkopf (Alpi Venoste)  salita dalla cresta nord-est (08.1921)
- Schweikert  salita dalla cresta occidentale (1932)
- Seekarlesschneid salita dall'iintersezione nord-ovest (29 luglio 1921)
- Sonnenkögel (centro) salita dall'Hinter-Verpeil attraverso il fianco sud-occidentale fino alla cima centrale (03.09.1921)
- Torstein (Monti del Dachstein) salita da sud ovest  (18.09.1920)
- Waze (vetta principale) salita dal fianco settentrionale della cresta occidentale (1920)
- Waze (vetta principale) salita dalla parete nord (24 luglio 1921)
- Waze (South Summit) salita dalla cima sud per la cresta est (18.08.1920)
- Cima sud-orientale dello Zahringkogel salita dal muro sud-est (16 settembre 1920)[1]